# Joseph Adetunji Adefarasin
Joseph Adetunji Adefarasin (Ijebu Ode, 24 aprile 1921 – 28 marzo 1989) è stato un magistrato, giurista e attivista nigeriano, Presidente della Federazione internazionale delle società di Croce Rossa e Mezzaluna Rossa tra il 1977 a il 1981 e fregiato della Medaglia Henry Dunant.

## Biografia

### Attività giuridica
Di formazione primaria cristiano-anglicana, studia e lavorerà per la maggior parte della propria vita a Lagos, dove frequenta, oltre alle scuole elementari, l'Igbobi College nel quartiere di Yaba tra il 1932 e il 1939 per poi studiare tra il 1946 e il 1949 giurisprudenza al King's College di Londra. Torna a Lagos nel 1950 dove inizia ad esercitare.
Diviene magistrato nel 1953 per poi essere procuratore capo tra il 1959 e il 1961, venendo poi promosso alla Corte Suprema fino al 1962. Nello stesso anno entra presso l'Alta Corte di Giustizia a Lagos come giudice. Il 1º novembre 1974 diviene giudice capo, carica che ricopre fino al 24 gennaio 1985 risultando il più longevo Chief Judge dello stato di Lagos. Nel 2013 il governatore dello stato di Lagos, Babatunde Raji Fashola, gli dedica la nuova sede degli uffici del Lagos State Judicial Service Commission, l'Adetunji Adefarasin House.

### Attività umanitaria
A capo della Diocesi Anglicana di Lagos e Presidente del Laicato Cristiano della Nigeria, è stato anche Presidente della Croce Rossa nigeriana. Tra il 1977 a il 1981 è stato Presidente della Federazione internazionale delle società di Croce Rossa e Mezzaluna Rossa, per il cui operato è stato insignito della Medaglia Henry Dunant, il più prestigioso riconoscimento umanitario per la Croce Rossa a livello mondiale.
Marito dell'attivitsta Hilda Adefarasin, ha cinque figli tra cui il pastore e predicatore televisivo Paul Adefarasin.